# Finnlines

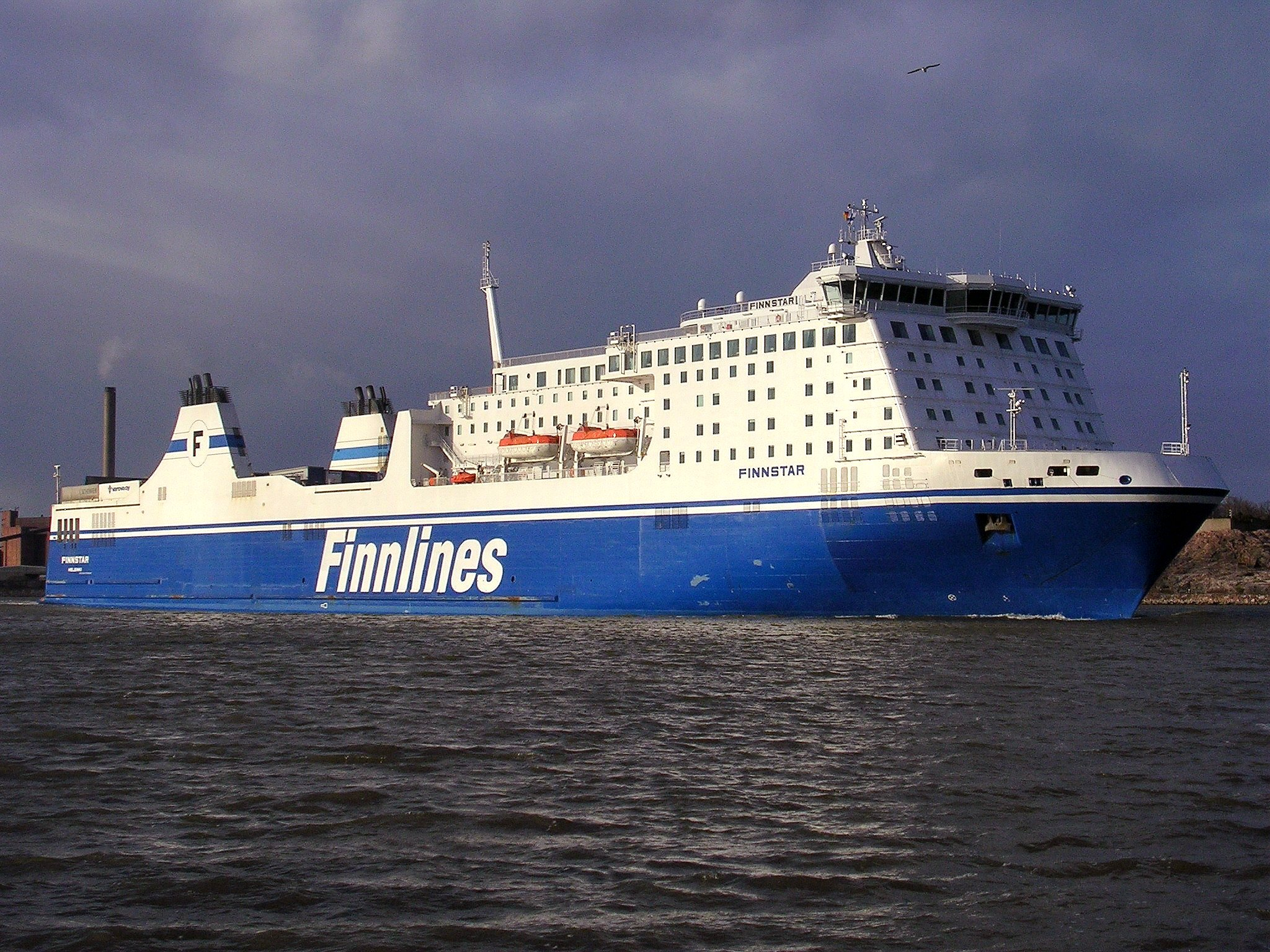
M/S Finnstar

Finnlines est une compagnie maritime finlandaise spécialisée dans le transport de fret en Europe du Nord. 

## Histoire
Finnlines a été fondée en 1947 en tant que filiale de Merivienti Oy chargée de gérer la flotte de cette dernière. La compagnie commença son service entre la Finlande et les États-Unis en 1948 avec trois navires à vapeur d'occasion. Ces navires s'avérèrent rapidement trop petits et 7 nouveaux cargos furent livrés dans les années 1950. 
Une ligne vers le Royaume-Uni fut ouverte en 1955.
Dès 1962, Finnlines commença à transporter des passagers sur la ligne Hanko (Finlande)-- Travemünde (Allemagne) via Visby (Suède) grâce au ferry Hansa Express. Dès le début, ce ferry s'avéra être trop petit et le choix du port de Hanko comme terminus finlandais s'avéra peu judicieux. La route fut modifiée en 1963 (Helsinki-Kalmar-Travemünde) et deux ferrys plus grand furent livrés en 1966: le Finnpartner  et le Finnhansa . Ce dernier était alors le plus gros ferry de la Mer Baltique. L'exploitation de ces deux navires étant déficitaire, le Finnpartner  fut vendu en 1969.

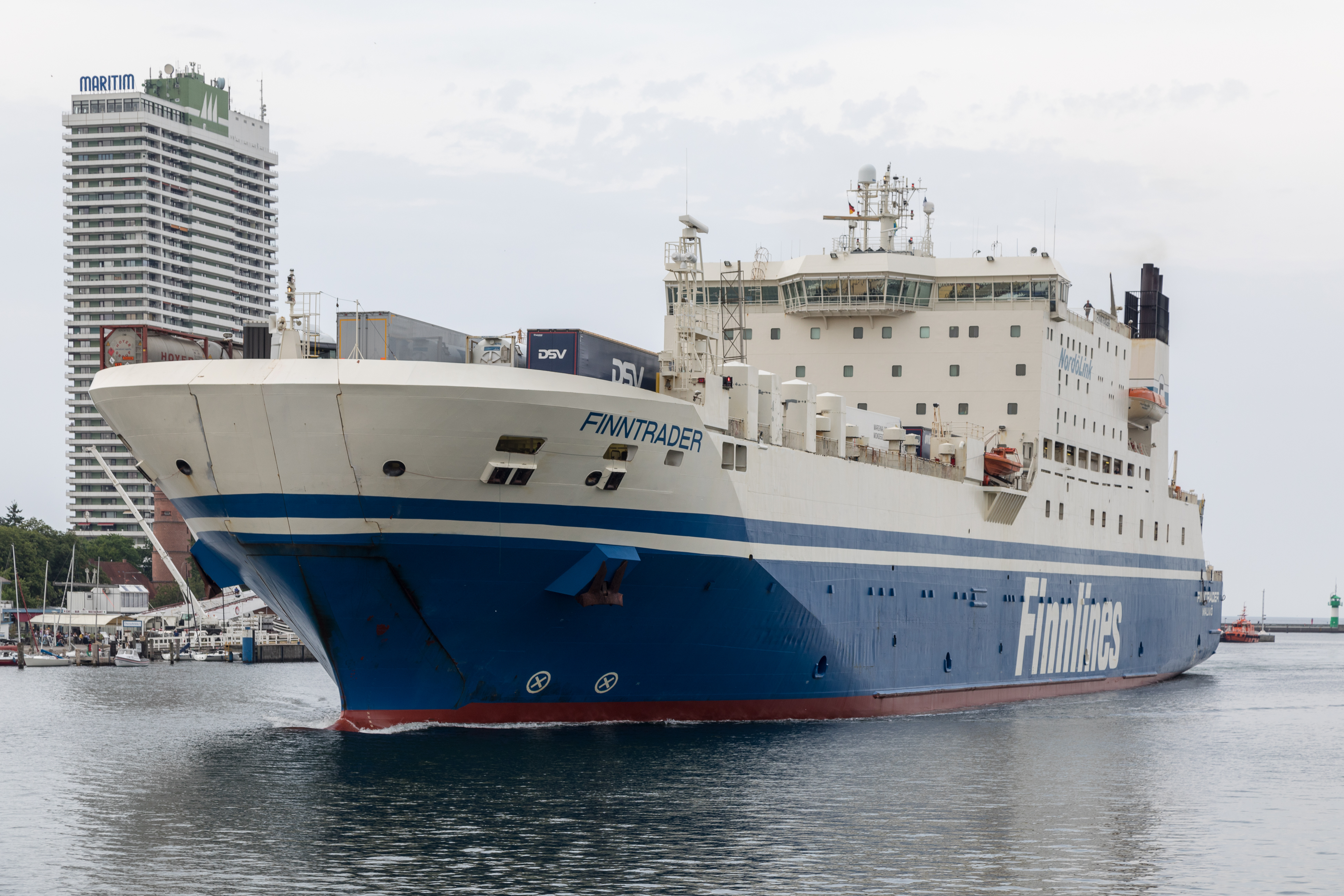
M/S Finntrader

En 1973, la compagnie passa commande aux chantiers navals Wärtsilä d'un ferry propulsé grâce à des turbines à gaz, destiné à la route Finlande--Allemagne, et qui devait être le plus long, le gros et le plus rapide ferry du monde.
Ce navire, le Finnjet, fut livré en mai 1977. Avec une vitesse de pointe de 31 nœuds, il pouvait traverser la Baltique en 22 heures seulement.
En 1975, Finnlines et sa rivale Finska Ångfartygs Aktiebolag (FÅA puis plus tard Effoa) commencèrent à collaborer dans le transport de fret et de passagers : Finncarriers fut fondé comme opérateur de fret commun, alors que les services Finlande-Allemagne des deux compagnies furent fusionnés.
Finnlines était une filiale du groupe finlandais Enso-Gutzeit jusqu'en 1982, date à laquelle le groupe vendit 75 % des parts à d'autres groupes industriels finlandais. Le groupe vendit également ses parts dans Finncarriers qui devint une filiale d'Effoa.
In 1986, Enso-Gutzeit vendit les dernières parts du Finnjet (25 %) à  l'armateur Effoa, qui transféra le navire dans la flotte de sa filiale Silja Line.
En 1989, Effoa décida de se séparer de ses activités de transport de fret et distribua ses actions Finncarriers à ses propres actionnaires. Après plusieurs fusions et changements de nom, un nouveau groupe dénommé Finnlines vit le jour en 1990.
Fin 2006, le principal actionnaire de Finnlines, l'armateur italien Grimaldi, lança une OPA sur la compagnie, qui lui permit de monter à 59,96 % des parts.

## Service

### Lignes desservies
Finnlines opère principalement sur des routes maritimes entre les ports de Finlande, de Scandinavie et d'Europe centrale. Elle dessert également des routes entre la Finlande, les Pays-Bas, le Royaume-Uni et la Belgique.
La compagnie opère également un service mixte fret/passagers sur les lignes Helsinki-Travemünde, Naantali-Kapellskär (Finnlink) et Malmö-Travemünde (Nordö Link).

## Flotte

### Flotte actuelle
| Pavillon    | Nom                   | Type             | Construit en | Longueur (m) | Largeur (m) | Route               |
| ----------- | --------------------- | ---------------- | ------------ | ------------ | ----------- | ------------------- |
| Norvège     | M/S Antares           | Roulier          | 1988         | 157,61       | 25,32       |                     |
| Panama      | M/S Baltic Eager      | Roulier          | 1979         | 137,12       | 23,01       |                     |
| Norvège     | M/S Baltica           | Roulier          | 1990         | 157,67       | 25,33       |                     |
| Finlande    | M/S Birka Carrier     | Roulier          | 1998         | 154,5        | 22,7        |                     |
| Finlande    | M/S Birka Exporter    | Roulier          | 1991         | 122          | 19,3        |                     |
| Finlande    | M/S Birka Express     | Roulier          | 1997         | 154,5        | 22,7        |                     |
| Finlande    | M/S Birka Shipper     | Roulier          | 1992         | 122          | 19          |                     |
| Finlande    | M/S Birka Trader      | Roulier          | 1998         | 154,5        | 22,7        |                     |
| Finlande    | M/S Birka Transporter | Roulier          | 1991         | 122          | 19          |                     |
| Suède       | M/S Europalink        | Roulier          | 2007         | 218,8        | 30,5        | Malmö—Travemünde    |
| Allemagne   | M/S Finlandia         | Roulier          | 1981         | 157,82       | 24,69       |                     |
| Suède       | M/S Finnarrow         | Roulier          | 1996         | 168,15       | 28,3        |                     |
| Suède       | M/S Finnclipper       | Roulier          | 1999         | 188,3        | 29,3        | Naantali—Kapellskär |
| Suède       | M/S Finneagle         | Roulier          | 1999         | 188          | 29,3        | Naantali—Kapellskär |
| Suède       | M/S Finnfellow        | Roulier          | 2000         | 188,3        | 28,7        | Naantali—Kapellskär |
| Suède       | M/S Finnforest        | Roulier          | 1978         | 155,99       | 22,71       |                     |
| Finlande    | M/S Finnhansa         | Roulier          | 1994         | 183          | 29,9        | Helsinki—Travemünde |
| Finlande    | M/S Finnhawk          | Roulier          | 2001         | 162,56       | 20,6        |                     |
| Finlande    | M/S Finnkraft         | Roulier          | 2000         | 162,2        | 20,6        |                     |
| Finlande    | M/S Finnlady          | Roulier          | 2007         | 218,71       | 30,52       | Helsinki—Travemünde |
| Finlande    | M/S Finnmaid          | Roulier          | 2006         | 218          | 30,5        | Helsinki—Travemünde |
| Royaume-Uni | M/S Finnmaster        | Roulier          | 2000         | 162,58       | 20,6        |                     |
| Suède       | M/S Finnmill          | Roulier          | 2002         | 187,1        | 26,5        |                     |
| Suède       | M/S Finnpartner       | Roulier          | 1995         | 183          | 29,9        | Malmö—Travemünde    |
| Suède       | M/S Finnpulp          | Roulier          | 2002         | 184,8        | 26,5        |                     |
| Royaume-Uni | M/S Finnreel          | Roulier          | 2000         | 162,2        | 20,6        |                     |
| Suède       | M/S Finnsailor        | Roulier          | 1987         | 157,6        | 25,3        | Naantali—Kapellskär |
| Finlande    | M/S Finnstar          | Roulier          | 2006         | 218,8        | 30,5        | Helsinki—Travemünde |
| Suède       | M/S Finntrader        | Roulier          | 1995         | 183          | 28,7        | Malmö—Travemünde    |
| Finlande    | M/S Global Freighter  | Roulier          | 1977         | 151,94       | 21,67       |                     |
| Pologne     | M/S Inowroclaw        | Roulier          | 1980         | 137,19       | 23,04       |                     |
| Suède       | M/S Nordlink          | Roulier          | 2007         | 218,8        | 30,5        | Malmö—Travemünde    |
| Allemagne   | M/S Polaris           | Porte-conteneurs | 1988         | 122          | 20,2        |                     |
| Finlande    | M/S Runner            | Roulier          | 1990         | 189,7        | 22          |                     |
| Allemagne   | M/S Transeuropa       | Roulier          | 1995         | 183          | 28,7        | Helsinki—Travemünde |
| Allemagne   | M/S Translubeca       | Roulier          | 1990         | 157          | 25,3        |                     |
| Royaume-Uni | M/S Vasaland          | Roulier          | 1984         | 155          | 25,15       |                     |